# Britannia superiore
La Britannia superiore (dal latino Britannia Superior) fu una delle province romane britanniche, create nel 197 dall'imperatore Settimio Severo.

## Storia
I suoi governatori erano di rango consolare, sebbene pochi siano conosciuti per nome. La capitale era Londinium (Londra).
Testimonianze epigrafiche attestano che il territorio della provincia si sarebbe esteso nell'Inghilterra meridionale, nel Galles e nell'Anglia orientale. Agli inizi del IV secolo venne divisa in due altre province: Britannia Prima (con capitale Corinium Dobunnorum) nell'ovest e Maxima Caesariensis (con capitale Londinium) a est.